# 후루이치역 (효고현)
후루이치역(일본어: 古市駅, ふるいちえき 후루이치에키[*])은 일본 효고현 단바사사야마시에 위치한 서일본 여객철도의 역이다. 표고 221m에 위치한 후쿠치야마 선에서 제일 높은 고도의 역이다.

## 역 구조
상대식 승강장으로 2면 2선의 지상역이다. 역사가 설치된 무인역으로 산다 방면 승강장 측에만 역사가 있어 반대측의 사사야마구치 방면 승강장과는 과선교로 연결되어 있다. 이코카 및 제휴 교통카드의 사용이 가능하다.

### 승강장
| 1 | ■ JR 다카라즈카 선 | 사사야마구치 · 후쿠치야마 방면 |
| 2 | ■ JR 다카라즈카 선 | 산다 · 다카라즈카 방면         |

## 역사
- 1899년 1월 25일: 한카쿠 철도 아리마구치 ~ 산다 간에 연장하여 개업.
- 1907년 8월 1일: 국유화에 따라 일본국유철도 소속이 되었다.
- 1909년 10월 12일: 노선 명칭 제정에 따라 한카쿠 선의 일부가 되었다.
- 1912년 3월 1일: 노선 명칭 개정에 따라 한카쿠 선의 후쿠치야마 선 이남이 후쿠치야마 선으로 개칭되어 그 일부가 되었다.
- 1987년 4월 1일: 민영화에 의해 서일본 여객철도의 소속이 되었다.
- 2003년 11월 1일: 이코카의 사용이 개시되었다.

## 인접정차역
| 서일본 여객철도 후쿠치야마 선 | 서일본 여객철도 후쿠치야마 선 | 서일본 여객철도 후쿠치야마 선 |
| ----------------------------- | ----------------------------- | ----------------------------- |
| 구사노 오사카 방면            | ■ JR 다카라즈카 선            | 미나미야시로 후쿠치야마 방면  |